# Ivo Ferriani
Ivo Ferriani (Grugliasco, 5 marzo 1960) è un dirigente sportivo ed ex bobbista italiano, dal 2010 presidente dell'IBSF (Federazione internazionale di bob e skeleton, fino al 2015 FIBT).

## Biografia
Nato nel 1960 a Grugliasco, in provincia di Torino, a 27 anni ha partecipato ai Giochi olimpici di Calgary 1988, nel bob a due, come pilota insieme a Stefano Ticci, arrivando 19º con il tempo totale di 4'00"14. L'anno prima si era piazzato 4º agli Europei di Breuil-Cervinia 1987 nel bob a quattro.
Laureato in scienze motorie e sportive all'Università degli Studi di Roma Foro Italico, dopo il termine della carriera è diventato allenatore, guidando la nazionale italiana di bob dal 1990 al 1994. Dal 1994 al 1999 ha allenato invece la nazionale francese, portandola a 3 medaglie mondiali e al bronzo olimpico nel bob a quattro a Nagano 1998, ex aequo con la Gran Bretagna. Dal 1999 al 2002, infine, è stato alla guida della nazionale canadese di bob e skeleton.
Dal 2002 in poi è passato alla carriera dirigenziale, tornando in Italia e rimanendo per 7 anni, fino al 2009, direttore tecnico per il bob nella Federazione italiana sport invernali. Ai Giochi di Torino 2006 ha fatto parte dell'organizzazione di bob, slittino e skeleton.
Nel 2009 si è candidato alla presidenza della FIBT (Federazione internazionale di bob e skeleton, diventata IBSF nel 2015), venendo eletto nel settembre 2010 al congresso tenutosi a Lake Placid, succedendo al canadese Robert H. Storey, in carica nei 16 anni precedenti. È stato riconfermato nel 2014 e 2018.
Dal 2016 fa anche parte del CIO (Comitato Olimpico Internazionale), del quale è membro esecutivo dal 2018. In quanto membro del CIO è all'interno della giunta del CONI (Comitato olimpico nazionale italiano).
Nel 2017 gli è stato assegnato il collare d'oro al merito sportivo.